# Catoblepia orgetorix
Espèce
Catoblepia orgetorix est un lépidoptère (papillon) de la famille des Nymphalidae et de la sous-famille des Morphinae et du genre Catoblepia.

## Dénomination
Catoblepia orgetorix a été décrit par  1870 sous le nom initial d' Opsiphanes orgetorix.

### Sous-espèces
- Catoblepia orgetorix orgetorix; présent au Nicaragua.
- Catoblepia orgetorix championi (Bristow, 1981); présent au Nicaraguaau Costa Rica, à Panama
- Catoblepia orgetorix magnalis Stichel, 1902; présent en Équateur
- Catoblepia orgetorix rothschildi (Casagrande & Lamas, 2004); présent en Colombie[1].

### Noms vernaculaires
Catoblepia orgetorix se nomme Orange-rimmed Owl-Butterfly en anglais.

## Description
Catoblepia orgetorix est un papillon aux ailes antérieures à bord costal bossu et bord externe concave. Le dessus des ailes est de couleur marron avec aux ailes antérieures une bande soit orange soit bleue qui va de la moitié du bord costal à l'angle externe. Les ailes postérieures sont marron avec une large bordure marginale orange.
Le revers est rayé de marron et de beige nacré avec un petit ocelle à l'apex des ailes antérieures et, aux ailes postérieures, deux gros ocelles l'un orange et l'autre beige nacré cerné d'orange.

## Biologie

### Plantes hôtes
Les plantes hôtes de la chenille de Catoblepia orgetorix championi sont des Araceae.

## Écologie et distribution
Catoblepia orgetorix est présent au Nicaragua, au Costa Rica, à Panama, en Colombie et en Équateur.

### Biotope
Présent dans des forêts primaires du nord ouest de l'Equateur ou il semble assez discret. Attiré par des fruits pourris.

### Protection
Pas de statut de protection particulier